# NGC 7339
NGC 7339 је спирална галаксија у сазвежђу Пегаз која се налази на NGC листи објеката дубоког неба.
Деклинација објекта је + 23° 47' 11" а ректасцензија 22h 37m 47,0s. Привидна величина (магнитуда) објекта NGC 7339 износи 12,3 а фотографска магнитуда 13,1. Налази се на удаљености од 22,896 милиона парсека од Сунца. NGC 7339 је још познат и под ознакама UGC 12122, MCG 4-53-9, CGCG 474-13, KCPG 570B, PGC 69364.